# Generální seminář
Generální semináře byly státní učiliště pro výchovu katolických kněží, jež zavedl v rámci svých reforem rakouský císař Josef II. roku 1783 a které byly zrušeny jeho nástupcem a bratrem Leopoldem II. roku 1790. Pro České země byly zřízeny dva generální semináře: v Praze a v Hradisku u Olomouce.
Školské reformy Marie Terezie a obecný studijní plán, vypracovaný břevnovským opatem Rautenstrauchem roku 1776, měly modernizovat a centralizovat vysokoškolské studium v celém Rakousku a podřídit je moci státu. Důležitým krokem v pokračování těchto reforem bylo zrušení biskupských a řádových seminářů, kde se vzdělávali kněží, a nahrazení dvanácti generálními semináři podle Rautenstrauchova projektu: Vídeň, Praha, Olomouc, Bratislava (Pressburg), Budapešť (Pest), Innsbruck, Freiburg, Lvov (Lemberg, pro kněze řeckého a latinského obřadu), Lovaň a Pavia. Vzdělávání kněží tak přešlo z pravomoci biskupů do rukou státu, který je pak také platil jako své zaměstnance. 
Generální semináře byly připojeny k univerzitám jako zvláštní konventy, výuka byla v němčině, zavedlo se povinné studium hebrejštiny a řečtiny, semináře však měly i své vlastní přednášky. Po dobu pětiletého studia žili studenti v kněžských domovech nebo v klášterech. 
Proti tomu se ostře postavily hlavně řády a církevní nadace, v Belgii (Brabantsku) došlo dokonce k ozbrojenému povstání. Nicméně určité organizační aspekty josefinského modelu se prosadily a v České republice trvají s menšími změnami dodnes, výuka se ovšem vrátila zpět do rukou církve (stalo se tak ještě v roce 1790).

## Rektoři pražského semináře
- Augustin Zippe
- Josef František Hurdálek

## Rektoři hradišťského („olomouckého“) semináře
- Jan Gering (1783-1785)
- ThDr. Martin Tadeáš Slavíček OSA (1785-1787)
- Petr Basulko (1787-1789)
- Josef Dobrovský (1789-1790)